# Запорожки район
Запорожки район (на украински: Запорізький район) е териториално-административна единица на Запорожка област на Украйна. Административен център е град Запорожие.

## География
Запорожки район се намира в северозападната част на Запорожка област. Разделен е на две части от река Днепър и град Запорожие.
Запорожки район заема благоприятно икономическо-географско положение и е част от околоградската зона на град Запорожие.
Река Днепър пресича района от север на юг и има приток – река Конка.
Районът граничи с Днепропетровска област на запад, а на изток с Волински, Ореховски и Василевски райони на Запорожка област. На юг територията на районът се ограничава от Каховското водохранилище.
Климатът е умереноконтинентален.
През територията на района минават реките Днепър, Стари Днепър, Конка, Мокра Московка, Томаковка, Суха Сура, Бабурка, Горна Хортица, Средна Хортица, Долна Хортица, както и Каховското водохранилище.

## История
Районът е съществувал между 1923 и 1930 г., след това е разпуснат и създаден наново на 11 февруари 1939 г. и просъщестува до 1962 г. (до януари 1926 г. се нарича Вознесенски, а от 1945 г. – Хортицки (Горно-Хотицки), а по време на окупацията от Нацистка Германия между 1929 и 1930 г. има статус на немски национален окръг). През 1962 г. районът отново е разтурен. Въстановен е отново на 4 януари 1965 г. и просъщестува в този си вид до 2020 г.
След това, на 17 юли 2020 г., в резултат на административно-териториалната реформа на Украйна, районът е разширен, като включва следните територии:
- (дореформения) Запорожки район,
- Вилнянски район (на украински: Вільнянський район),
- Орихивски район (частично; на украински: Оріхівський район),
- Новомиколаивски район (на украински: Новомиколаївський район),
- както и града с областно значение Запорожие.

## Население
Населението на района в разширените граници от 2020 г. е 874 200 души.
Населението на района в границите до 17 юли 2020 г. към 1 януари 2020 г. е 56 364 души, от които градското население е 17 213 души, а селското население е 39 151 души. Според преброяването от 2001 г. населението е 54 804 души, към 1 януари 2013 г. – 57 893 души.
Според преброяването от 2001 г. разпределението на жителите на района по роден език е следното:
- Украински език – 83,85 %.
- Руски език – 15,43 %.
- Беларуски език – 0,18 %.
- Арменски език – 0,16 %.
- Български език – 0,05 %.
- Молдовски език – 0,04 %.

## Административно устройство
Районът в разширените си граници от 17 юли 2020 г. е разделен на 17 териториални общини (громади), включително 2 градски, 4 селищни и 11 селски общини (в скоби – техните административни центрове):
- Градски:
  - Запорожска градска община (град Запорожие),
  - Вилнянска градска община (град Вилнянск);
- Селищни:
  - Камишевахска селищна община (сгт Камишеваха),
  - Кушугумска селищна община (сгт Кушугум),
  - Новомиколаивска селищна община (сгт Новомиколаивка),
  - Тернуватска селищна община (сгт Тернувате);
- Селски:
  - Биленковска селска община (село Биленке),
  - Долинска селска община (с. Долинске),
  - Матвиивска селска община (с. Матвиивка),
  - Михайливска селска община (с. Михайливка),
  - Михайло-Лукашевска селска община (с. Михайло-Лукашеве),
  - Новоолександривска селска община (с. Новоолександривка),
  - Павливска селска община (с. Павливске),
  - Петро-Михайливска селска община (с. Петро-Михайливка),
  - Степневска селска община (с. Степне),
  - Таврийска селска община (с. Таврийске),
  - Широкевска селска общност (с. Широке).

## Икономика
В икономиката на района водещо място заема селскостопанското производство. В отрасловата структура на селското стопанство растениевъдството заема 70%, животновъдството 29%.
Основните отрасли на растениевъдството са отглеждането на зърнени култури (зимна пшеница, ечемик, овес, елда, царевица), отглеждането на маслодайни култури (слънчоглед, рапица) и зеленчукопроизводство.
В животновъдството основните отрасли са месодайно и млекодайно говедовъдство, свиневъдство и птицевъдство.
Основните области на производство на района са селскостопанска техника, промишленост на варовик, гипс и свързващи вещества, производство на алкохолни напитки, в частност, ликьори и водка.

## Археология
- В околностите на село Канивске има палеолитно находище „Мира“ на възраст 27-28 хиляди години, открито през 1995 г. на десния бряг на Днепър.[12][13]
- В катакомбната гробница „Тягунова могила“ в с. Маривка е открита двуколесна каруца със запазено колело с диаметър 0,6 m, на ок. 5 хиляди години.[14]